# Február 8.
Február 8. az év 39. napja a Gergely-naptár szerint. Az évből még 326 (szökőévekben 327) nap van hátra.
Névnapok: Aranka + Arina, Bagamér, Effi, Elfrida, Jáhel, Jakobina, Janek, János, Jeromos, Jutas, Jutocsa, Salamon, Salvador, Szelemér, Zsaklin

## Események

### Politikai események
- 1587 – I. Erzsébet angol királynő kivégezteti I. (Stuart) Máriát, a skótok királynőjét.
- 1622 – I. Jakab angol király feloszlatja az angol parlamentet.
- 1868 - A Dél-kínai tengeri csata vége.
- 1904 – Japán hadat üzen Oroszországnak.
- 1938 – A szudétanémetek és a Szlovák Néppárt képviselői Rózsahegyen a közös fellépésről tárgyalnak.
- 1949 – A magyar népbíróság életfogytiglani börtönre ítéli Mindszenty József hercegprímást.
- 1963 – Katonai puccs Bagdadban Abd asz-Szalám Árif tábornok vezetésével. Megbuktatják és megölik Abdel Karim Kasszem tábornok–miniszterelnököt. Árif lesz Irak új elnöke.
- 1974 – Katonai puccs Felső-Voltában.
- 1986 – A Duna Kör – előzetesen betiltott – környezetvédelmi sétáját a rendőrség brutális eszközökkel feloszlatja.
- 1994 – Magyarország csatlakozik a Partnerség a békéért programhoz.
- 2008 – Négy amerikai katona életét veszíti, amikor a járművük közelében felrobban egy út mentén elhelyezett pokolgép Bagdadban; egy másik katona halálát – a fővárostól északra – szintén egy pokolgép okozza.

### Kulturális események

#### Zenei események
- 1946 – Bemutatják Bartók Béla III. zongoraversenyét.

### Sportesemények
- 1976 - A körmendi férfi kosárlabda csapat, lejátssza első NB 1/A csoportos, bajnoki mérkőzését, az ellenfél, Baja otthonában. A körmendi együttes azóta is, megszakítás nélkül, tagja az élvonalnak. Tartva ezzel a rekordot a vidéki klubok között.[1]
- 1984 – Megkezdődik a szarajevói téli olimpia.

### Egyéb események
- 1986 – Albertában egy személy és teherszállító vonat összeütközött. A tragédiában 23-an hunytak el, 71-en megsérültek.[2]
- 2009 – Veszprémben gyilkos bandatámadás áldozatává válik a város kézilabdacsapatának három tagja: a román Marian Cozmát agyonszúrják, a szerb Žarko Šešum és a horvát Ivan Pešić súlyos, életveszélyes sérülésekkel kerül kórházba.

## Születések
- 1291 – IV. Alfonz portugál király († 1357)
- 1700 – Daniel Bernoulli svájci matematikus, fizikus († 1782)
- 1777 – Bernard Courtois francia kémikus († 1838).
- 1816 – Alexy Károly magyar szobrász († 1880)
- 1819 – John Ruskin angol esztéta, társadalom-reformer († 1900)
- 1828 – Jules Verne francia író († 1905)
- 1833 – Lechner Lajos magyar építészmérnök († 1897)
- 1834 – Dmitrij Ivanovics Mengyelejev orosz kémikus († 1907)
- 1862 – Ferenczy Károly magyar festőművész († 1917)
- 1863 – Borsos István református lelkész, főiskolai tanár, klasszika-filológus, könyvtáros, numizmatikus († 1918)
- 1878 – Martin Buber izraeli-osztrák vallásfilozófus († 1965)
- 1880 – Franz Marc német expresszionista festő († 1916)
- 1885 – Buza László nemzetközi jogász, egyetemi tanár(† 1969)
- 1888 – Korach Mór Kossuth-díjas vegyészmérnök, az MTA tagja († 1975)
- 1894 – King Vidor magyar származású amerikai filmrendező († 1982)
- 1894 – Ludwig Marcuse német író, filozófus († 1971)
- 1903 – Robert Brunet francia autóversenyző († 1986)
- 1906 – Henry Roth amerikai író († 1995)
- 1907 – Bay Béla magyar vívó, edző, sportvezető († 1999)
- 1909 – Lomb Kató tolmács, fordító († 2003)
- 1910 – Raph francia autóversenyző († 1994)
- 1920 – Mike Magill amerikai autóversenyző († 2006)
- 1921 – Lana Turner amerikai színésznő († 1995)
- 1921 – Fabók János magyar vasútépítő mérnök, országgyűlési képviselő
- 1925 – Jack Lemmon kétszeres Oscar-díjas amerikai színész, filmrendező († 2001)
- 1926 – Neal Cassady amerikai író († 1968)
- 1928 – Vjacseszlav Tyihonov szovjet színész (A tavasz tizenhét pillanata, Stirlitz) († 2009)
- 1931 – James Dean amerikai színész († 1955)
- 1932 – Cliff Allison brit autóversenyző († 2005)
- 1932 – Szinetár Miklós Kossuth-díjas magyar rendező, színigazgató
- 1932 – John Williams ötszörös Oscar-díjas amerikai zeneszerző, karmester
- 1933 – Elly Ameling holland opera-énekesnő
- 1941 – Nick Nolte Golden Globe-díjas amerikai színész
- 1941 – Falk Miklós nehézipari gazdasági mérnök, országgyűlési képviselő
- 1948 – Osztojkán Béla magyarországi cigány/roma író († 2008)
- 1955 – Ethan Phillips amerikai színész
- 1960 – Alfred Gusenbauer osztrák szociáldemokrata politikus, az SPÖ elnöke
- 1963 – Nyakó Júlia Aase-díjas magyar színésznő
- 1964 – Szulák Andrea Máté Péter-díjas magyar énekesnő, színésznő, műsorvezető
- 1964 – Badár Sándor Karinthy-gyűrűs magyar színész, humorista
- 1970 – Cziczó Attila magyar író, rendező
- 1970 – Kovács Iván magyar vívó
- 1974 – Seth Green amerikai színész, szinkronszínész, komikus, producer
- 1977 – Sverre Andreas Jakobsson izlandi kézilabdázó
- 1978 – Eklemović Nikola szerb-magyar kézilabdázó
- 1980 – Jang Vej kínai tornász
- 1985 – Kadarkai Endre magyar műsorvezető, riporter
- 1987 – Carolina Kostner olasz műkorcsolyázó
- 1987 – Javi García spanyol labdarúgó
- 1988 – Norbert Trandafir román gyorsúszó, olimpikon
- 1990 – Klay Thompson amerikai olimpiai-, és világbajnok kosárlabdázó
- 1992 – Fucsovics Márton magyar teniszező
- 1994 – Veréb Tamás magyar színész, énekes
- 1995 – Jao Csin-nan kínai tornász
- 1996 – Konfár Erik magyar színész
- 2003 – Liam Delap angol labdarúgó

## Halálozások
- 1250 – I. Róbert, Artois grófja (* 1216)
- 1296 – II. Przemysł lengyel király (* 1257)
- 1587 – I. (Stuart) Mária skót királynő (* 1542)
- 1709 – Giuseppe Torelli olasz barokk zeneszerző, viola d’amore és hegedűművész, a mai értelemben vett hegedűverseny atyja (* 1658)
- 1711 – Aachs Mihály magyar író, iskolaigazgató (* 1672)
- 1725 – I. Péter orosz cár (* 1672)
- 1722 – Hessen–Wanfriedi Sarolta Amália erdélyi fejedelemasszony II. Rákóczi Ferenc fejedelem felesége (* 1679)
- 1813 – Tadeusz Czacki lengyel író, tanár, a Kremenyeci Líceum egyik megalapítója (* 1765)
- 1849 – France Prešeren szlovén költő és jogász. (* 1800)
- 1850 – Lenkey János honvéd tábornok (* 1807)
- 1873 – Vidróczki Márton mátrai betyár (* 1837)
- 1878 – Elias Magnus Fries svéd botanikus, mikológus (* 1794)
- 1885 – Nyikolaj Alekszejevics Szevercov, orosz kutató és természettudós (* 1827)
- 1899 – Bartalus István magyar zenetörténész, népdalgyűjtő, az MTA levelező tagja (* 1821)
- 1906 – Maticska Jenő magyar festőművész (* 1885)
- 1917 – Déchy Mór magyar utazó, geográfus, felfedező (* 1851)
- 1918 – Louis Renault francia nemzetközi jogász, Nobel békedíjas (* 1843)
- 1921 – Pjotr Alekszandrovics Kropotkin orosz herceg, földrajztudós (* 1842)
- 1926 – William Bateson brit genetikus (* 1861)
- 1927 – Koch Antal geológus, petrográfus, mineralógus, paleontológus, az MTA tagja (* 1843)
- 1929 – Rákosi Jenő magyar író, újságíró, az MTA tagja (* 1842)
- 1934 – Móra Ferenc magyar író (* 1879)
- 1943 – Mokcsay Dezső magyar katonatiszt, országgyűlési képviselő (* 1886)
- 1946 – Felix Hoffmann német vegyész, gyógyszerész (* 1868)
- 1954 – Jendrassik György magyar gépészmérnök, feltaláló (* 1898)
- 1955 – Zsedényi Béla miskolci jogászprofesszor (* 1894)
- 1957 – Neumann János magyar matematikus (* 1903)
- 1966 – Rideg Sándor Kossuth-díjas magyar író (* 1903)
- 1969 – Kurt Kuhnke német autóversenyző (* 1910)
- 1989 – Komlós Róbert magyar színész (* 1929)
- 1990 – Del Shannon amerikai rock and roll zenész, énekes (* 1934)
- 1995 – Machovits István Kossuth-díjas magyar gépészmérnök (* 1906)
- 1998 – Halldór Laxness Nobel-díjas izlandi író (* 1902)
- 2005 – Buda Ernő magyar bányamérnök (* 1921)
- 2007 – Anna Nicole Smith amerikai modell és színésznő (* 1967)
- 2009 – Marian Cozma román kézilabdázó (* 1982)
- 2011 – Luiz Bueno brazil autóversenyző (* 1937)
- 2013 – Kézdy György Jászai Mari-díjas magyar színész, filmszínész (* 1936)
- 2014 – Bak Ferenc, Tinnye polgármestere (* 1963)[3]
- 2015 – Banovich Tamás Balázs Béla-díjas magyar filmrendező (* 1925)
- 2016 – Balázs Sándor magyar kertészmérnök, egyetemi tanár (* 1925)
- 2021 – Huszár László szlovákiai magyar művelődésszervező (* 1951)
- 2023 – Burt Bacharach amerikai zeneszerző, zongorista, producer (* 1928)

## Ünnepek, emléknapok, világnapok
- Szlovénia: Prešeren-nap (a szlovén kultúra ünnepe)
- Bakhita Szent Jozefina emléknapja a római katolikus egyházban